# スペースガンダムV
スペースガンダムV（스페이스 간담브이、스페이스 간담V、Space Gandam V）は、1983年7月に大韓民国で公開された劇場用ロボットアニメ。監督は金青基（キム・チョンギ）。タイトルに「ガンダム」と入ってはいるが、日本のロボットアニメガンダムシリーズとは全く関係なく、主人公ロボットのデザインは超時空要塞マクロスに登場するVF-1Jバルキリーに、また同ロボットの登場シーンは勇者ライディーンに酷似しているとされる。
なお、同作品のDVDソフトが韓国国内においてリリースされている。

## 制作までの背景
1998年に金大中が大統領に就任するまで、韓国国内への日本文化（映画、書籍、漫画、音楽など）の持ち込みは厳しく規制されており、日本のアニメ制作会社や玩具メーカーなどの正当な権利者（版権者）であれ、自社の作品やグッズを直接持ち込むことはできなかった。
そのような時期、韓国の玩具メーカーであるポパイ科学（ハングル表記：뽀빠이과학）がタカトクトイスから販売されていたVF-1Jバルキリーの玩具をコピー製造し、その販促により同ロボットを主人公にした韓国国内向けのアニメーションが製作されることになった。

## あらすじ
遠い銀河系にあるシグマ星の帝王ウラナスは、地球人が宇宙の平和を乱す存在かを調査する為、部下のハデスを秘密裏に地球へ派遣する。
その結果、ハデスは地球人の危険性を主張し殲滅を進言したものの、ウラナスは念のため冷静な判断力を持つディケを地球へ派遣し、追加調査を試みる事にした。
一方、地球では海で遊んでいる最中に鮫に襲われたガールフレンドのユリを助けるため、少年タンが水中で鮫と戦い、そのまま溺死してしまう事件が起きていた。
地球に到着したディケは死んだタンの体に憑依し、姿を借りて調査を遂行する中で地球人の善性を見出し、またハデスが地球人の殲滅を主張していたのは自らの地球征服の為という事を知る。
斯くしてディケはハデスの陰謀を阻止し、地球人を守る為に巨大ロボットのスペースガンダムVに乗り、ハデスが送り込む敵と戦うのであった。

## 玩具
ポパイ科学はタカトクトイスから販売されていた各スケールのバルキリーの玩具をコピー製造しており、本項目は1/55スケールについてのみ解説する。
ポパイ科学は韓国国内での販売の他、海外に向けてもバルキリーのコピー玩具を輸出しており、その際には社名を「CLOVER TOYS INC.U.S.A.」や「JOON'S」に変更している。
韓国国内向けはパッケージや付属説明書にハングルが使われているが、海外向けは全て英語表記に変更されている。
パッケージデザインはタカトクトイスのものと酷似しており、商品名の表記は「SPACE GANDAM」「SPACE FIGHTER」（マツシロ版のコピー品）「MACROSS」と3つのバリエーションがある。
「MACROSS」表記の物が一番多く出回っており、90年代後半まで生産されていた。海外のマクロス玩具ファンの間ではJoon's Valkyrieなどと呼称され、そこそこ名の知れたコピー品になっている。
1992年に韓国のテレビ放送局であるSBSでROBOTECHを編集した物が放送された際には「出撃 ロボテック」（ハングル表記：출격 로보텍）の商品名で新たにパッケージングされた物も韓国国内で販売された。
こちらもROBOTECHの版権元のHarmony Gold USAの許可を得た製品ではない為か、パッケージの英語表記も正式名称の「ROBOTECH」ではなく「ROBOTEC」になっている。
カラーバリエーションがあり、グレー、レッド、ブルー、グリーン、ホワイトなど、製造時期によってはこれらのカラーをバラバラに組み合わせた物も存在する。
ただ「SPACE FIGHTER」表記の物はグレーのみであり、「SPACE GANDAM」表記のものも80年代までグレーのみ製造されていたが、それ以降は上記のカラーバリエーションが追加されている。
出来についてはタカトクトイス製の物と比べ、各部品のゲート処理が荒い為に可動がスムーズにいかない部分がある物が多く、製造時期によって組み立ての品質にばらつきがある。
部品自体もタカトクトイス製の完成品を分解し、そこから複製して型を作り起こしているようで、微妙に収縮や歪みがあり精度が多少落ちている。
その他、タカトクトイス製では金属だった脚部などの部品が一部プラスチックに置き換えられており、コストが削減されている。
また、全てのパーツをプラスチック化した組み立て式のプラモデル版も存在し、同時期に発売されていた。

### 噂
本製品に関して、
「アメリカでROBOTECHが放送された際、タカトクトイスが倒産していたために海外向けに玩具の製造、輸出が出来なかった日本のアニメ会社が代わりにコピーを製造していたポパイ科学に正式にライセンスを与え、製造、輸出を委託した」 
「倒産寸前だったタカトクトイスから金型を安く買って作られた」
「ポパイ科学が日本で売られていたバルキリーのプラモデルを参考に独自開発した」等、
多様な噂が新聞やネットニュースを通じて韓国国内で広まっているものの、情報元は韓国のネイバーブログの個人記事と、そこから派生した憶測であり、どれも整合性が無く事実として明確な根拠はない。
そのため韓国国内でも玩具や当時の事情に詳しい人は噂を疑問視しているが、事実のように説明がされている為にそのまま信じている人も多い。

#### 検証
公式にはタカトクトイスの倒産後、バルキリー 1/55スケールの金型は製造を担当していたマツシロが管理し、権利の問題で「SPACE FIGHTER」という商品名に変更した同製品を短期間だけイギリス向けに輸出販売している。
メインの取引先であったタカトクトイスが無くなった為、その後すぐにマツシロも倒産したものの、バンダイの傘下に入り再建され、その際に金型の権利もバンダイが獲得した。
そしてバンダイは1984年からHI-METALというブランドシリーズを立ち上げ、そのラインナップとしてバルキリー 1/55スケールは再生産される事になる。
同年にアメリカの玩具メーカーであるハズブロによりトランスフォーマーシリーズがアメリカ国内で展開され、変形するロボット玩具のラインナップが必要だったハズブロはバンダイに玩具の製造を委託し、
バルキリー 1/55スケールのVF-1Sモデルのカラーリングや機首の一部などを改修したものが「Jetfire」という商品名でトランスフォーマーの一つとしてアメリカ国内で販売された。
この様にタカトクトイス倒産後もバンダイによって玩具の製造や輸出は正常に行われており、ROBOTECH放送時の1985年時点で噂のような不能の事態に陥った事実はない。
さらに当時、ROBOTECHに関する玩具はアメリカの配給会社であるHarmony Gold USAの権利の元、現地の玩具メーカーであるMATCHBOXが販売を担当しており、
タカトクトイスから引き継ぎバンダイが製造したマクロスの玩具もいくつかアメリカに輸出され、MATCHBOXを介してROBOTECH商品としてパッケージングされ販売が行われていたものの、
前述の通り1/55スケールの玩具はハズブロがMATCHBOXより先にバンダイと契約を結び、トランスフォーマーとして販売していた為、権利の問題でROBOTECH商品のラインナップに入れることが出来なかった。
以上の事より噂はデマであると推測される。
元より70年代から90年代にかけての韓国では日本製キャラクター玩具の無版権コピー品が横行しており、本製品も単純にその一つであると考えられる。

## 特徴
超時空要塞マクロスに登場するVF-1Jバルキリーは純粋な兵器、いわゆる「リアルロボット」として描かれているが、スペースガンダムVは神秘的な力を持つ、「スーパーロボット」として描かれている。また、敵方キャラクターとして巨大化したネズミや蜘蛛、羽を持った悪魔などが登場する。